# Кроль, Полина Лазаревна
Полина Лазаревна Кроль (1896—1947) — советский химик.

## Биография
Родилась в 1896 году. С 1931 года научный сотрудник Гиредмета.
Старший научный сотрудник (1940) по специальности «электролиз редких металлов».
Автор изобретений:
- 27 ноября 1938 года — способ фильтрации растворов сульфосоли сурьмы после выщелачивания
- 1940 — способ извлечения сурьмы из концентратов. Авт. свид. No 57343.

Умерла в 1947 году. Похоронена в Москве на Новодевичьем кладбище (участок № 4)

## Награды и премии
- Сталинская премия III степени (14 марта 1941) — за разработку электролитического метода получения сурьмы высокой чистоты